# Machimus decipiens
Machimus decipiens là một loài ruồi trong họ Asilidae. Machimus decipiens được Theodor miêu tả năm 1980. Loài này phân bố ở vùng Cổ Bắc giới và châu Á.